# هذا سيفوه (مسرحية)
هذا سيفوه، مسرحية كويتية عرضت سنة 1987م ومن ثم منعت من العرض.
سببت ضجة كبيرة بالشارع الكويتي ولم تصور وتم إيقافها عن طريق بعض المتنفذين التابعين للتيار الإسلامي المتشدد والذين حركتهم غرفة التجارة الكويتية لمصالح خاصة فيما بينهم لإيقاف العمل بسبب انتقاد المسرحية لبداية بعض التجار في مرحلة ما قبل النفط إلى أواخر خمسينيات القرن الماضي. تحدثت عن علاقاتهم مع المبعوث البريطاني، ومن ناحية أخرى كانوا يرسلون الطلاب في بعثة إلى البحرين والهند وعدد من الدول الأخرى للدراسة. تم إيقاف هذه المسرحية لأنها تمس الكثير منهم وأثر علاقاتهم مع التيار الديني بمختلف المذاهب وقدمت المسرحية نقدا لاذعا وتم تهيجهم على إيقاف العمل وكانت تلك المسرحية نقطة تحول كبيرة في تاريخ الأعمال المسرحية بالكويت والخليج العربي من الناحية الرقابية وتم محاكمة أبطال العمل وتم الحكم على الفنان عبد الحسين عبد الرضا بالسجن لمدة ثلاث شهور مع وقف التنفيذ وغرامة مالية تقدر ب 500 دينار كويتي حتى يفرج عنه، وبراءة كل من الفنان الراحل خالد النفيسي والفنان سعد الفرج. ومنذ ذلك الوقت لم نجد المسرح السياسي الجاد والواقعي بمثل قوته السابقة بسبب ندرتها وقلة النصوص المسرحية التي تتحدث عن هذه الأعمال.

## بطولة
- عبد الحسين عبد الرضا في دور الشاب الشقي المستهتر.
- سعد الفرج في دور «أبو مجبل».
- إبراهيم الصلال في دور «الملا».
- خالد النفيسي